# José Gartner
José Gartner de la Peña (c. 1866-1918) fue un pintor marinista español.

## Biografía
Nació en Gibraltar. Gartner, al que Ossorio y Bernard describe en su Galería biográfica de artistas españoles del siglo XIX (1883-1883) como un «joven pintor malagueño», fue discípulo de Emilio Ocón y Rivas. Obtuvo como premio una medalla de plata por Una marina en la Exposición de Málaga de 1883. La prensa de la ciudad le tributó grandes elogios, atendiendo sobre todo a no contar el artista por aquel entonces más que diecisiete años. Falleció en Madrid en enero de 1918.